# Kostel svatého Václava (Kydliny)
Kostel svatého Václava umístěn do svahu u samotného středu návsi obce, jako dominanta obce Kydliny. Za kostelní budovou se nachází křížová cesta vybudovaná v roce 2019 se 14 zastaveními. Presbytář byl postaven v příkrém svahu, proto bylo nutné jej podepřít. Na dvou východních rozích presbytáře jsou tedy dobře patrny silné opěráky s kordonovanými římsami, které byly dostavěny. Tyto opěráky byly dostavěny i k severní věži se sakristií a oratoří.

## Stavební fáze
První zmínka o kostele pochází z roku 1352 a kostel se tím řadí k nejstarším kostelům klatovského vikariátu. V literatuře je často uváděna dispozice pozdně románského kostela, loď s presbytářem však byla postavena v období gotiky, uvádí se počátkem 14. století. Následně v 15.–16. století přistavěna věž a kruchta v 16.–17. století. Ve století 18. probíhaly barokní a klasicistní úpravy.

## Stavební podoba
Kostel sv. Václava je zbudován jako jednolodní obdélníkově orientovaná stavba s připojeným presbytářem, který je zakončen polygonálně a čtvercovou věží, která se připojuje k severní stěně presbytáře. V severním portálu, kterým se vstupuje do věže je znázorněn rok 1804, ke kterému se váže několik úprav kostela. V přízemí věže se nalézá sakristie a oratoř v patře. Samotná stavba je zvnějšku omítnuta hladkou fasádou a na západní straně se nachází vnější schodiště vedoucí na kruchtu. Jižní stranu lodě otevírá úzký lomený gotický portálek s profilovanými žlábky a pruty jdoucími do soklu. Dalšími gotickými prvky jsou typická lomená okna s ostěním, avšak porušeným profilováním a rozbitou kružbou. Okna umístěna na věži jsou rozmístěna nepravidelně, avšak dnes zčásti zazděna. Původní cibulová báň je zakryta osmibokou jehlancovou střechou. Samotná loď kostela je plochostropá, kruchta podklenuta třemi pasy křížové klenby, jejíž podpěru tvoří dva mohutné sloupy u jejího vstupu.

## Galerie

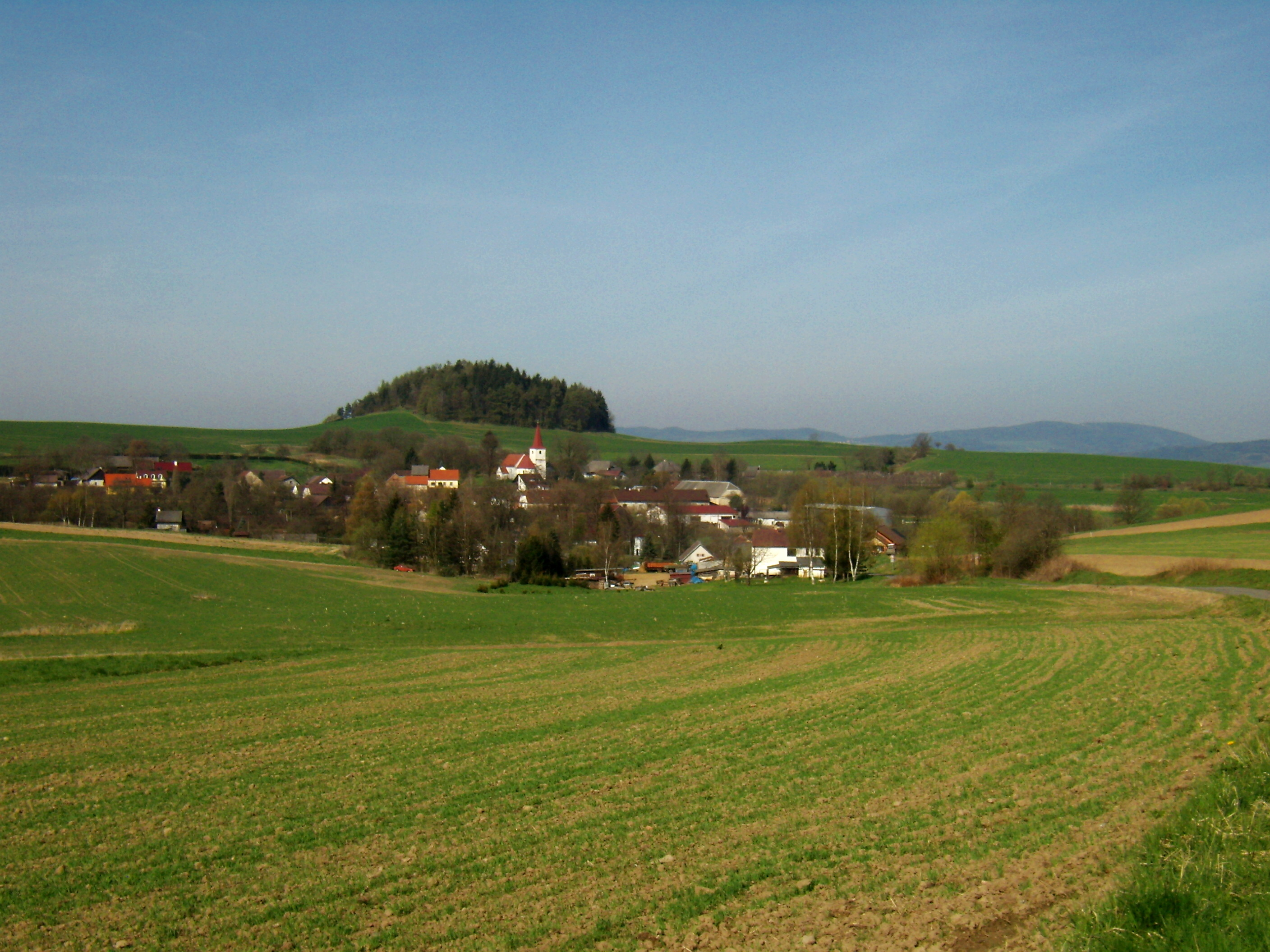
Pohled na kostel zdáli (jaro 2010)
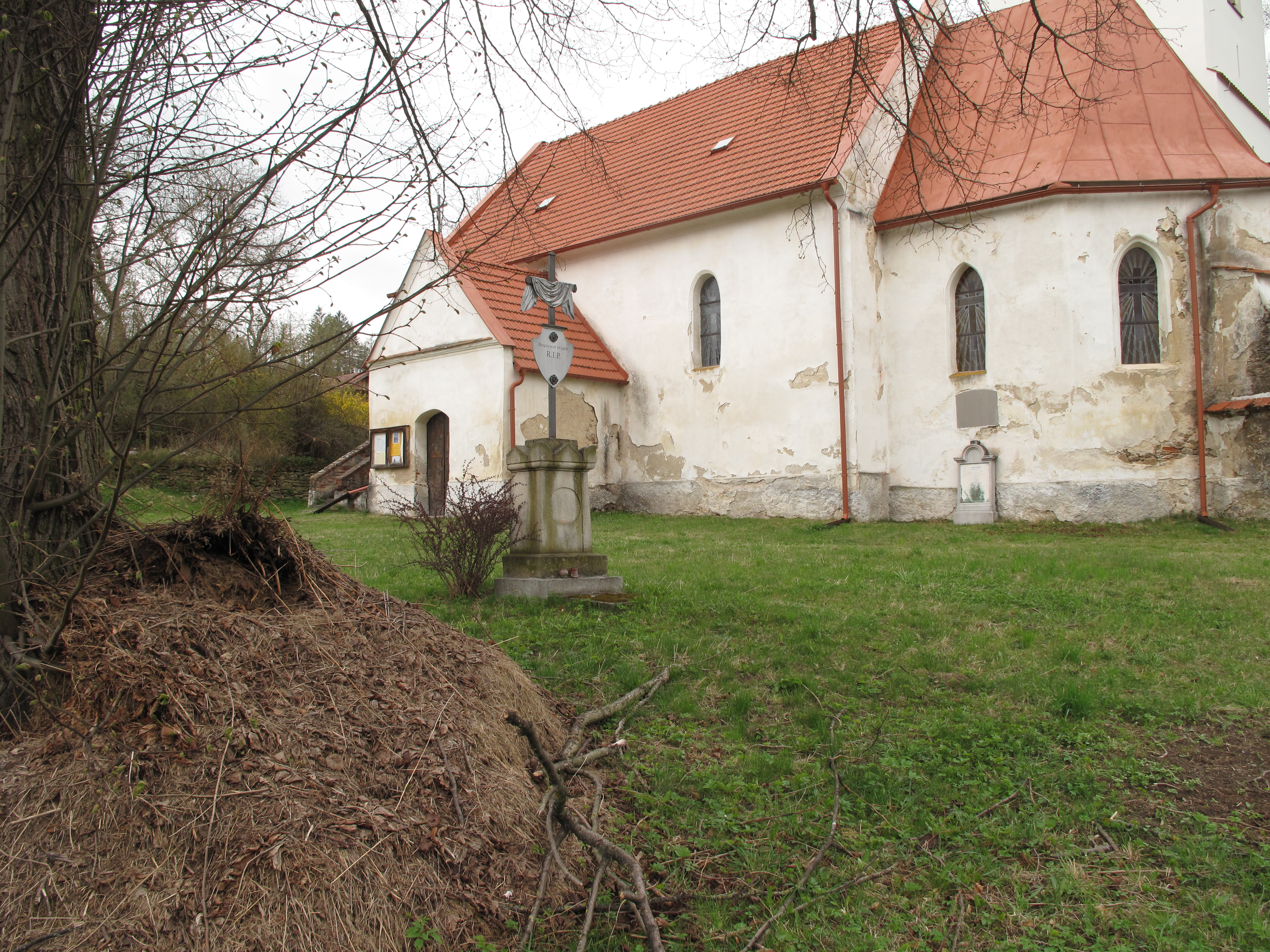
Pohled z bývalého hřbitova od jihu (jaro 2022)
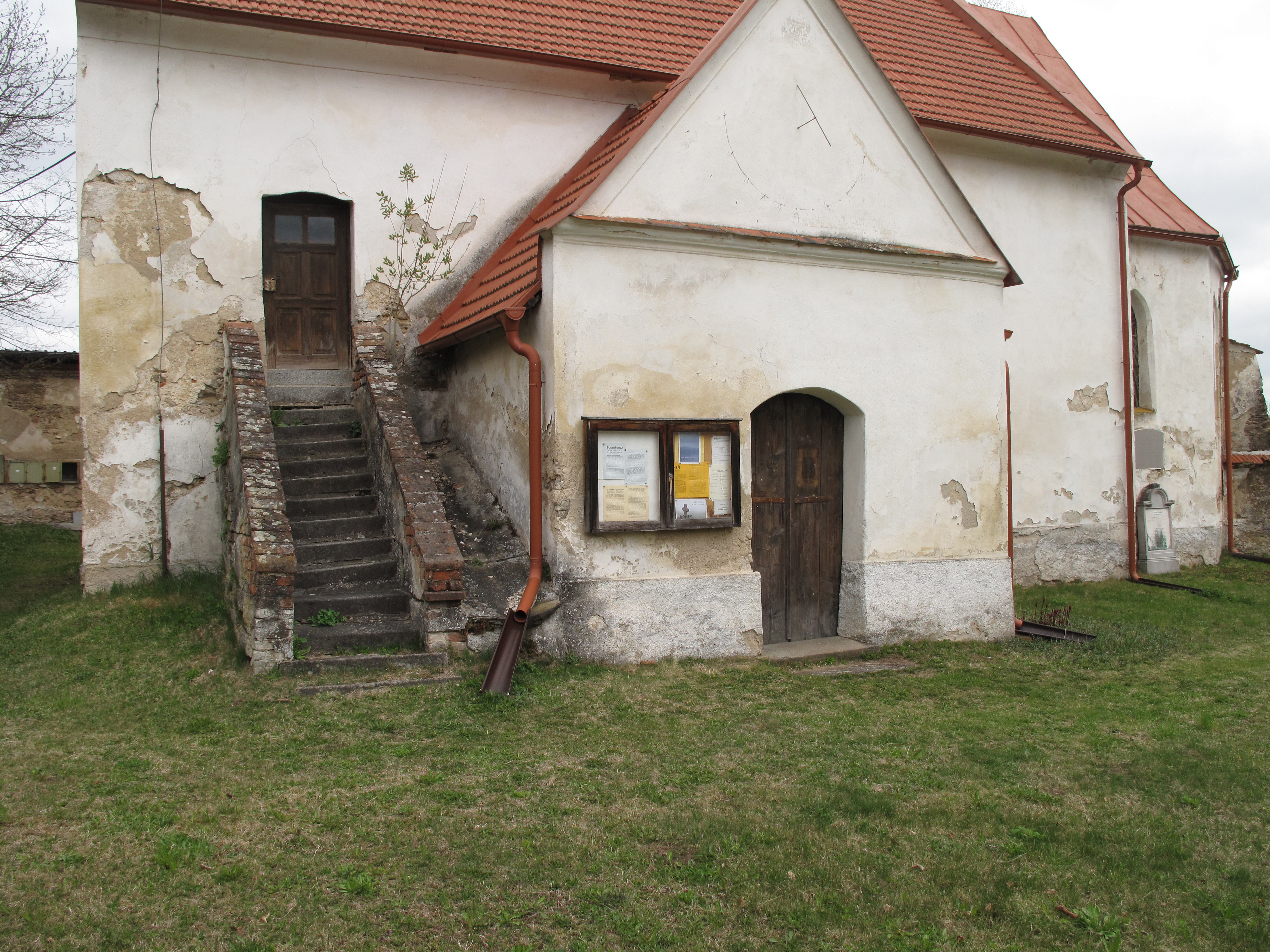
Vstup do kostela (jaro 2022)
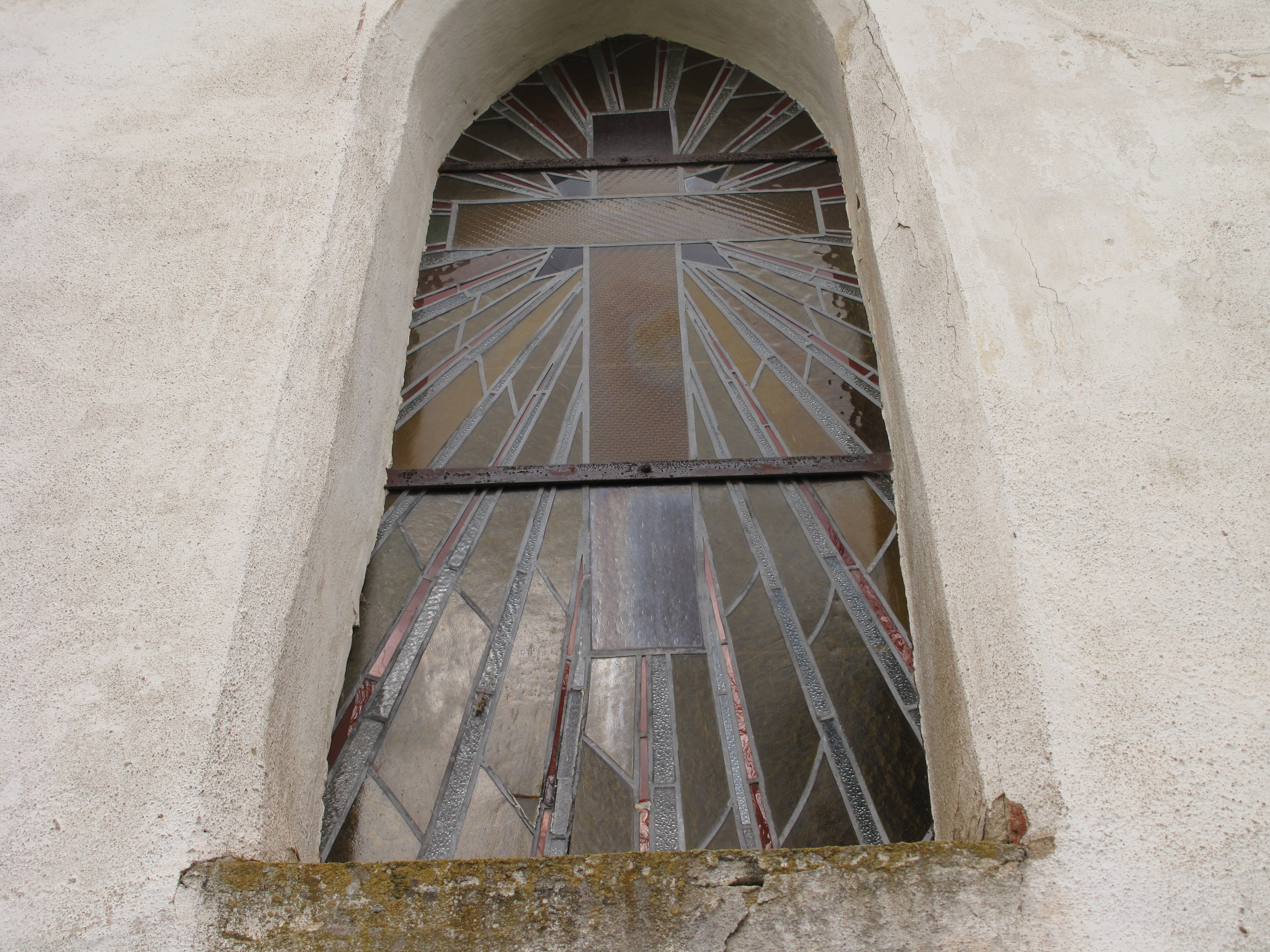
Vytřážové okno s křížem
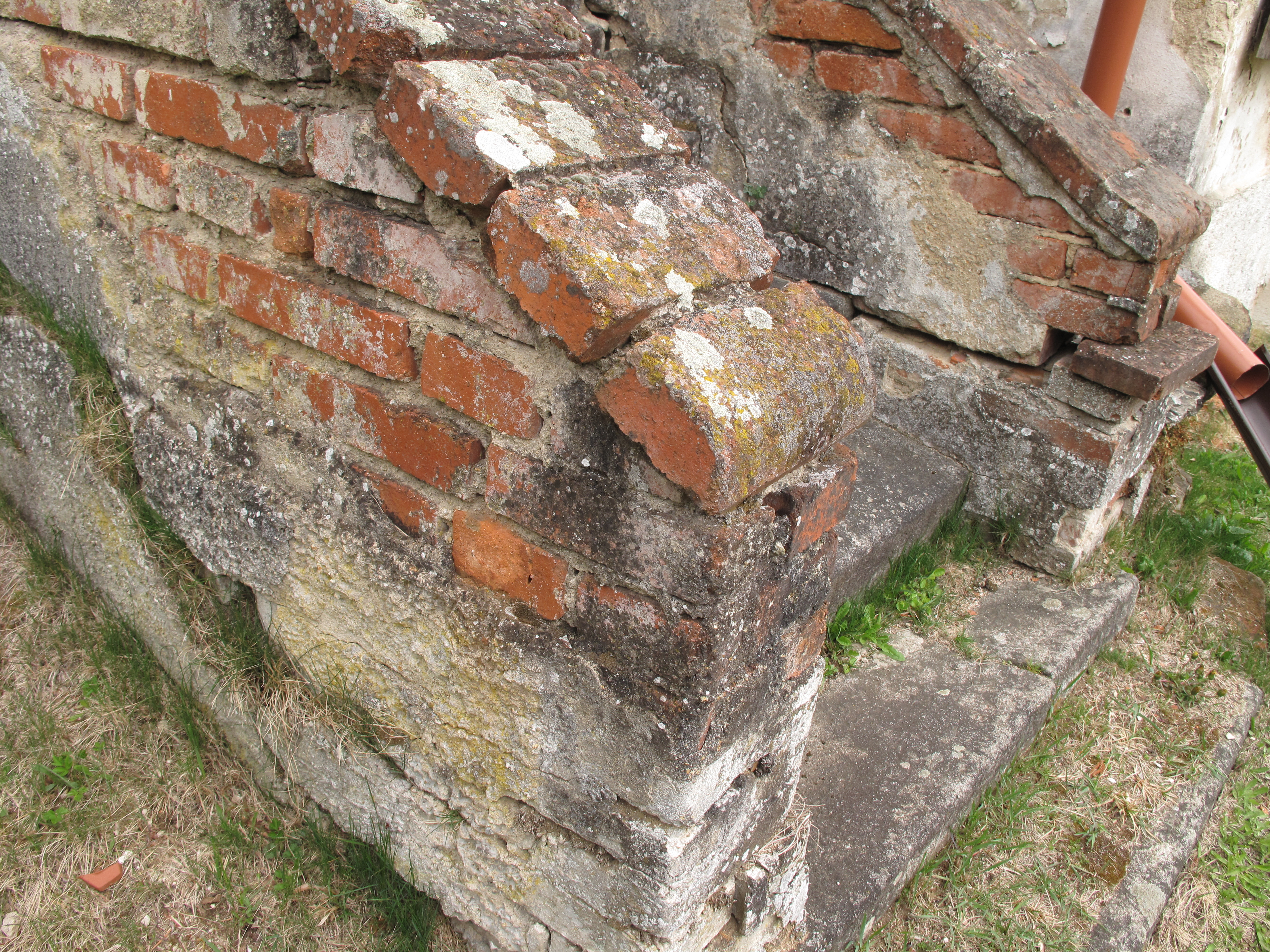
Opěrná zídka přístupu na kůr (jaro 2022)
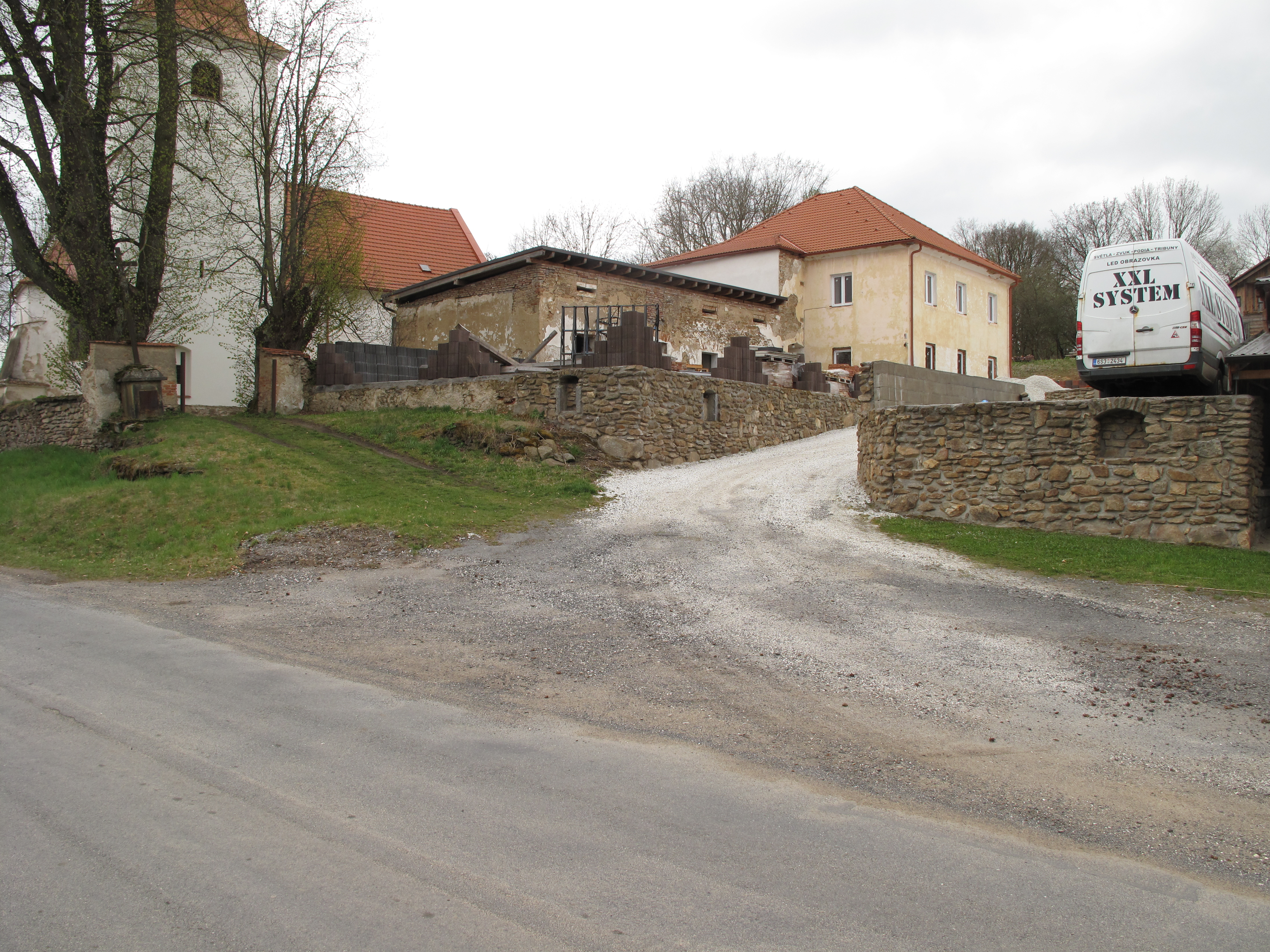
Severní vstup do areálu a bývalá fara (jaro 2022)